# 克拉西利夫卡 (奧夫魯奇區)
51°16′31″N 28°29′27″E / 51.27528°N 28.49083°E
克拉西利夫卡（烏克蘭語：Красилівка），是烏克蘭北部的村莊，隸屬日托米爾州的科羅斯滕區。該村面積1.95平方公里，海拔高度175米，2001年人口898，人口密度每平方公里461.7人。